# 高松市立東植田小学校
高松市立東植田小学校（たかまつしりつ ひがしうえたしょうがっこう）は、香川県高松市東植田町にある市立小学校。

## 概要
高松市の南東部、東植田地区に位置する小学校である。

## 学校データ
- 児童数：25人（2023年度)
- 児童愛称：東っ子

学校施設（2011年5月1日時点）
- 普通教室：6教室
- 特別教室：6教室
- 校舎面積：1742m2
- 体育館面積：736m2

服装規定
- 制服：あり（通年必用）
- 防寒着：あり

## 歴史

### 年表
- 1941年（昭和16年）4月1日 - 東植田村立東植田国民学校と改称。
- 1947年（昭和22年）4月1日 - 東植田村立東植田小学校と改称。
- 1955年（昭和30年）4月1日 - 山田町立東植田小学校と改称。
- 1966年（昭和41年）7月1日 - 高松市立東植田小学校と改称。
- 2004年（平成16年）4月1日 - 高松市立小中学校全校で3学期制を廃して2学期制を導入。
- 2013年（平成25年）4月1日 - 高松市立小中学校全校で3学期制に移行。

### 全校児童数の推移
東植田小学校の児童数は減少傾向にある。
- 1999年度：56人
- 2000年度：53人（-3人）
- 2001年度：53人（0人）
- 2002年度：48人（-5人）
- 2003年度：41人（-7人）
- 2004年度：39人（-2人）
- 2005年度：40人（+1人）
- 2006年度：42人（+2人）
- 2007年度：46人（+4人）
- 2008年度：46人（0人）
- 2009年度：47人（+1人）
- 2010年度：40人（-7人）
- 2011年度：37人（-3人）
- 2012年度：36人（-1人）
- 2013年度 :  32人  (-4人)
- 2014年度 :  37人  (+5人)
- 2015年度 :  33人  (-4人)
- 2016年度 :  37人  (+4人)
- 2017年度 :  38人  (+1人)

## 教育目標
豊かな心自ら考え、進んで行動できるたくましい東植田っ子の育成

## 通学区域
通学区域は高松市東植田地区の一部。東植田地区のうち菅沢町は当小学校菅沢分校の校区となる。
- 高松市
  - 東植田町

## 進学先中学校
- 高松市立山田中学校

## 校区内の主な施設
- 公渕森林公園

## 交通
- ことでん長尾線高田駅より自動車8分（6.5km）
- ことでんバスサンメッセ・川島・西植田線 大亀バス停より徒歩23分（1.8km）